# Князьнин, Францишек Дионизы
Франци́шек Диони́зы Кня́зьнин (Франц Княжнин; пол. Franciszek Dionizy Kniaźnin; 4 октября 1750, Витебск, Речь Посполитая — 25 августа 1807, Коньсковоля, Польша) — польский и белорусский поэт, драматург и переводчик.
Происходил из того же белорусского дворянского рода, из которого вышел Яков Борисович Княжнин.
Учился в Витебском иезуитском коллегиуме, в 1764—1767 гг. в Полоцком иезуитском коллегиуме, Несвиже, Слуцке (Витебская губерния).
С 1773 года жил в Варшаве. С 1775 года — секретарь князя А. К. Чарторыйского, с 1778 года — придворный поэт Чарторыйских в Пулавах. Именно в эту пору и была написана большая часть стихотворений Князьнина. Вдохновлявшей музой поэта была княжна Мария, одна из вюртембергских принцесс.
Раздел Речи Посполитой и несчастная судьба родной Беларуси настолько впечатлили Князьнина, что он тяжело заболел.
Вместе с Карпиньским и отчасти Нарушевичем Князьнин принадлежал к группе сентиментальных поэтов, которые для выражения своих чувств подыскивали самые искусственные выражения и формы. Тем не менее песни Князьнина были в своё время очень популярны, а некоторые из них были известны спустя столетие после его смерти («Do wąsów», «Matka obywatelka»).
Сочинения Князьнина были изданы в Варшаве в 1828 году и в Лейпциге в 1835 году. Драма Князьнина «Цыгане» в 1786 году была поставлена как опера в Слониме в придворном театре Михала Казимира Огинского; в дальнейшем на этот текст писали музыку также Францишек Лессель (1815, не полностью) и Францишек Мирецкий (1820, его первая опера).
Интересовался белорусским фольклором и использовал его в своих произведениях. Собирал белорусские пословицы, сделал фольклорные записи с «польско-русского пограничья». Некоторые герои его произведений (сказок Захаренко в комедии «Три свадьбы») говорят на белорусском языке. По утверждению М. А. Федоровского, стихотворение Князьнина «Кросенкі» в конце XIX века исполнялось в Беларуси как народная песня. На белорусский язык отдельные его произведения перевели А. Жлутка, Л. П. Борщевский, Н. Мерашчак, Л. Семенюк.
Среди произведений — сборники «Любовные стихотворения, или Песни в анакреонтическом роде» (1779), «Стихотворения» (1783), «Поэзия» (1787—1788), поэмы, оды, басни, героически-патриотические пьесы для придворного театра в Пулавах.